# Erpetalbrücke
Die Erpetalbrücke ist ein 90 m langes, eingleisiges Eisenbahnviadukt der Bahnstrecke Volkmarsen–Vellmar-Obervellmar (Streckennummer 3903) bei Wolfhagen im nordhessischen Landkreis Kassel. Die 1896 eröffnete Bogenbrücke mit fünf Bögen ist Kulturdenkmal laut Hessischem Denkmalschutzgesetz.

## Geographische Lage
Die Brücke steht als Teil der Bahnstrecke Volkmarsen–Vellmar-Obervellmar zwischen der Wolfhagener Kernstadt im Südwesten und dem Wolfhagener Stadtteil Altenhasungen im Osten im Naturpark Habichtswald etwa 300 m ostsüdöstlich des Schützebergs (277,2 m ü. NHN). Sie führt im Übergangsbereich von Altenhasunger Graben und Ehringer Senke zwischen dem Schützeberg, dem südöstlichen Helfenberg (366,2 m; einstiger Standort der Burg Helfenberg) und dem südsüdwestlichen Ofenberg (372,5 m) über den Twiste-Zufluss Erpe und die Kreisstraße 103, die vorbei am Schützeberg und an der Oleimühle und Neuen Mühle, und dann vorbei am Schützeberger Hof etwa südostwärts nach Philippinenthal führt. Etwa 1,4 km nordwestlich des Viadukts steht bachabwärts an der Erpe das Wasserschloss Elmarshausen.